# Lac Low
Lac Low är en sjö i Kanada.   Den ligger i regionen Nord-du-Québec i provinsen Québec, i den östra delen av landet, 800 km norr om huvudstaden Ottawa. Lac Low ligger 210 meter över havet. Arean är 250 kvadratkilometer. 
Sjön är sedan 1970-talet en del av vattenreservoaren Réservoir Opinaca.